# Büchold

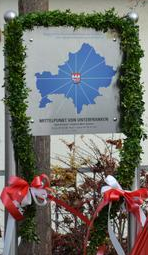
Tafel zur Mitte Unterfrankens in Büchold

Büchold ist ein Gemeindeteil der Stadt Arnstein im unterfränkischen Landkreis Main-Spessart in Bayern. Der Ort hat 732 Einwohner. Zur Gemarkung Büchold gehört der nordwestlich gelegene Weiler Sachserhof mit ungefähr 50 Einwohnern, bei dem es sich um einen von ehemals drei Schafhöfen um den Ort handelt. Für die derzeitige Legislaturperiode ist die Gemeinde Büchold im Stadtrat von Arnstein mit drei Stadträten vertreten.

## Geographie

### Lage
Das Kirchdorf Büchold liegt nördlich von Arnstein. Die durch den Ort verlaufende St 2294 führt südwärts nach Heugrumbach, wo sie in die B 26 mündet, und nordwärts, die Kreisstraße MSP 1 kreuzend, nach Gauaschach. Landschaftlich ist Büchold in die beginnende Vor-Rhön und das östliche Ende des Spessarts einzuordnen. Man nennt diese Region auch Mainfranken. Laut der Bayerischen Vermessungsverwaltung liegt am westlichen Ortsrand (Dorfgraben) der geographische Mittelpunkt des Regierungsbezirks Unterfranken (auf 50° 00' 39" nördliche Breite, 09° 56' 47" östliche Länge). Deshalb wurde am 21. November 2014 in der Ortsmitte neben der ehemaligen Viehwaage eine Tafel von Ministerialdirigent Rainer Bauer und Bürgermeisterin Anna Stolz enthüllt.

### Nachbargemarkungen
Nachbargemarkungen im Uhrzeigersinn im Norden beginnend sind Altbessingen, Schwebenried, Arnstein, Heugrumbach, Reuchelheim, Hundsbach, Obersfeld und Gauaschach.

## Geschichte

### 8. bis 14. Jahrhundert
Erstmals urkundlich erwähnt wurde der fränkische Ort in einer Schenkungsurkunde des Klosters Fulda vom 19. April 788 als „Buhhulidi“. im Jahr 1100 traten mit Herman, Rotolf und Swicker „de Bucholi“ erstmals Mitglieder eines Bücholder Adelsgeschlechts als Urkundenzeugen in Erscheinung. 1244 wurden die Gebrüder Konrad und Ulrich von Büchold Mitglieder des Johanniterordens, was dem Orden seine ersten Erwerbungen in Büchold einbrachte. 1299 war Büchold schließlich Sitz einer Johanniterkommende. Im gleichen Jahr 1299 wurde mit dem Bau der Kapelle St. Johannes in der Dorfmitte begonnen.
Die Burganlage wurde erstmals 1299 urkundlich erwähnt, ist aber vermutlich etwas älter. Da der Orden der Johanniter in finanzielle Bedrängnis geriet, verkaufte er 1344 die Burganlage an die Herren von Thüngen. 1316 erwarb der Johanniterorden die Bücholder Burg von Graf Ludwig von Rieneck und vier Jahre später auch die Kapelle St. Johannes. Sie stand bis ins 18. Jahrhundert am heutigen Schulplatz und diente den Gläubigen in Büchold als Kirche.

### 14. bis 16. Jahrhundert
Die Herren von Thüngen regierten am längsten auf Schloss und Gut Büchold – über 200 Jahre dauerte ihre Regentschaft. 1498 ließen sie eine Nikolauskapelle am Ortsrand errichten, die zum Schloss gehörte. Nach dem Auftreten des Reformators Martin Luther wechselte das Thüngener Adelsgeschlecht um 1564 zum evangelischen Bekenntnis und nach der damals geltenden Regel cuius regio eius religio mit ihm die Herrschaft Büchold. So hielt die lutherische Konfession für etwa 60 Jahre Einzug in Büchold. Im Zuge dieses Glaubenswechsels wurde die Nikolauskapelle abgerissen und die alte Pfarrei Büchold aufgelöst. Die Burganlage hatte unter den Herren von Thüngen eine Blütezeit, da sie von ihnen zu einem prächtigen Renaissanceschloss ausgebaut wurde.

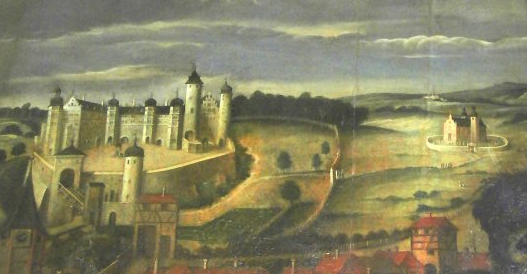
Das einstmals prächtige Renaissanceschloss von Büchold mit der Bruderschaftskapelle St. Nikolaus und Mariä Heimsuchung auf einem Gemälde von 1621

### 17. Jahrhundert
Ihre Nachfolger waren die Echter von Mespelbrunn, die eine strenge Rekatholisierung des Ortes vornahmen. Sie errichteten 1598 die Nikolauskapelle am Ortsrand erneut und gaben ihr in gegenreformatorischer Absicht ein Marienpatronat (Mariä Heimsuchung). 1600 wurde die Pfarrei Büchold neu gegründet. Im gleichen Jahr wurde im Kerker des Schlosses eine Frau aus Sachserhof als Hexe gefoltert und verbrannt. Ihr Sohn ließ 1617 zwischen Büchold und Sachserhof einen Bildstock zu ihrem Gedenken errichten. 1614 wurde die Rosenkranzbruderschaft in Büchold gegründet. Sie erhielt als Bruderschaftskirche die Nikolauskapelle. Da diese ihre zahlreichen Mitglieder bald nicht mehr fassen konnte, ließ Philipp Christoph Echter die Kapelle 1619–1622 erweitern. Die 180 Pflanzen in 50 Feldern darstellende, von Wolfgang Ritterlein († 8. Dezember 1622) gemalte Chordecke der Vierung wurde 1622 fertiggestellt. In dieser baulichen Situation präsentiert sich die Kirche von Büchold bis heute.

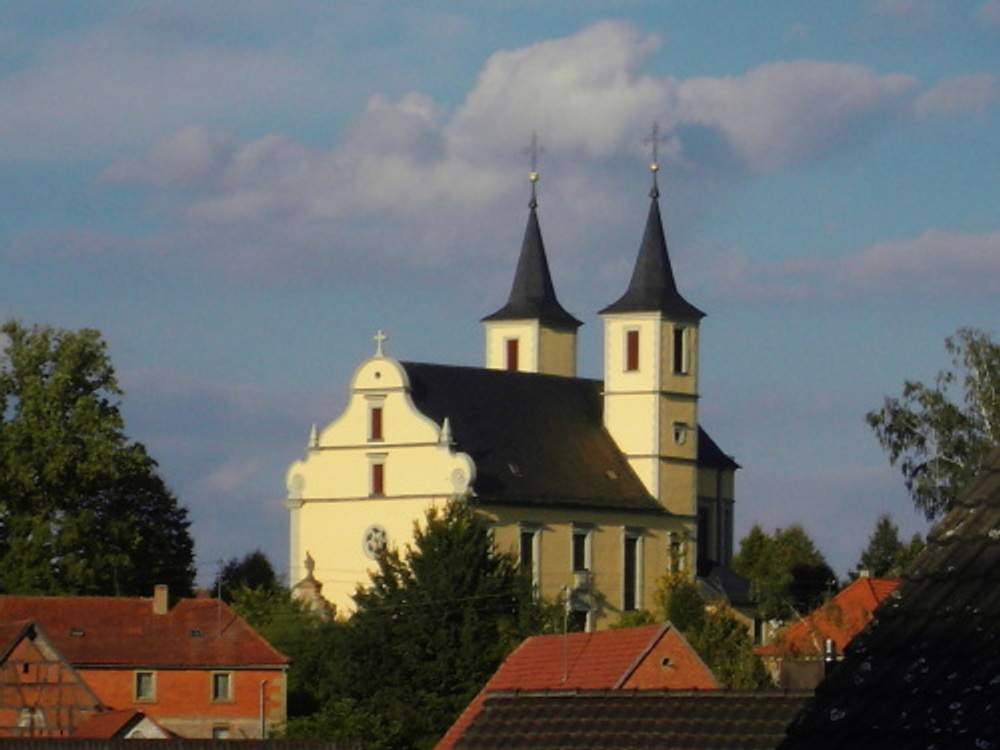
Die kath. Pfarrkirche St. Nikolaus u. Mariä Heimsuchung in Büchold

### 18. Jahrhundert
Die Herren von Dalberg (Kämmerer von Worms) brachten Büchold nochmals zur Blüte, indem sie 1685 den Barockgarten neben dem Schloss anlegten. Nachdem die Dalbergs keinen männlichen Nachkommen hervorbrachten und die in Büchold herrschende Linie erlosch, wurde die Herrschaft Bücholds 1723 an das Hochstift Würzburg verkauft und verfiel. Die verarmte Bücholder Bevölkerung nutzte ab ca. 1776 die baufälligen Gebäude der einst prächtigen Schlossanlage als Steinbruch für ihre Häuser. Seit 1787 wurde die Bruderschaftskirche am Ortsrand für die Gottesdienste genutzt, da die Pfarrkirche St. Johannes der Täufer in baufälligem Zustand war. Im Jahr 1769 wurde die Pfarrkirche in der Ortsmitte abgerissen, ebenso das Pfarrhaus und mit dessen Steinen ein Glockenturm errichtet, wie er heute noch steht. Der „Läutturm“ sollte im Brandfall schneller geläutet werden als die Glocken der Nikolaus-Kirche, da der Weg dort hinauf im Notfall zu weit gewesen wäre. Noch heute schlägt der „Läutturm“ die Zeit an und läutet im Todesfall eines Bücholder Bürgers das Totengeläut. 1818 erwarb ein Bücholder Privatmann die stark baufällige Schlossruine. Seine Nachkommen nutzten sie bis ins Jahr 2000 als landwirtschaftliche Gebäude.

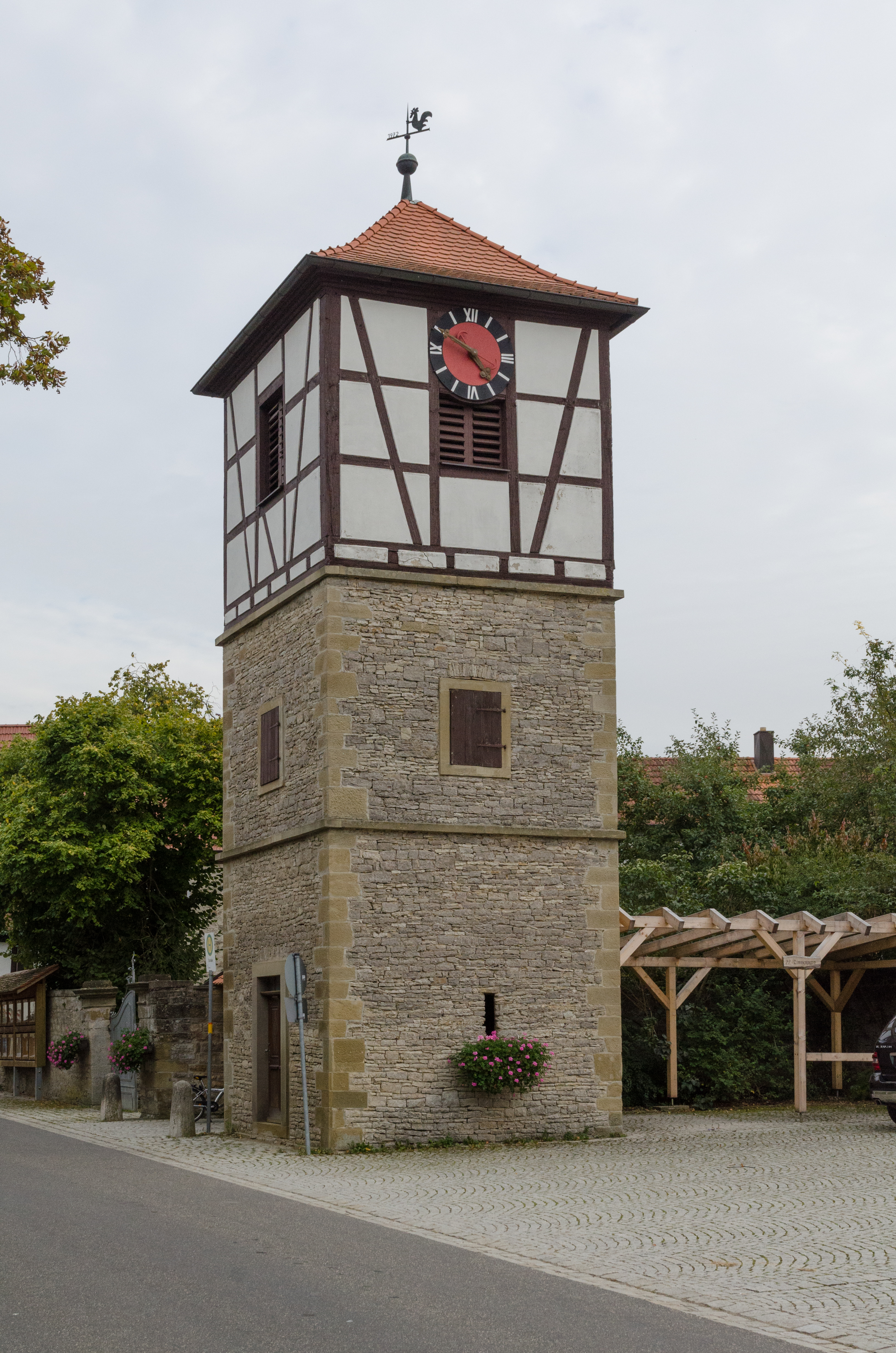
Der „Läutturm“ in der Dorfmitte

### 19. Jahrhundert
1818 erwarb ein Bücholder Privatmann die stark baufällige Schlossruine. Seine Nachkommen nutzten sie bis ins Jahr 2000 als landwirtschaftliche Gebäude.
Immer wieder wurden Pläne für eine neue Kirche in der Ortsmitte entworfen. Auch eine Erweiterung der Nikolauskapelle bis zur Kirchenstraße musste aus finanziellen Gründen unterbleiben. Die letzten Pläne eines Kirchenneubaus sind um 1850 entstanden. In der Nacht vom 11. auf den 12. August 1845 wurde durch ein Fenster im Chorraum der Kirche eingebrochen, der Tabernakel aufgebrochen und die wertvolle Monstranz samt einem Altartuch gestohlen.

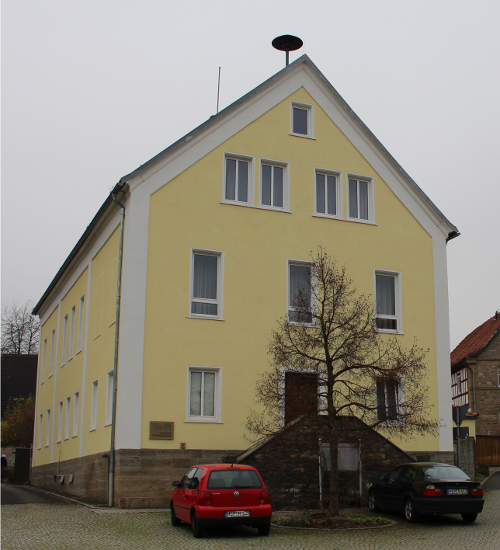
Das Bücholder Schulhaus in der Ortsmitte

1865 wurde das neue Schulhaus bezogen, in dem bis in die späten 1980er Jahre die Jahrgangsstufen 1–4 unterrichtet wurden. Seitdem fahren die Schüler in die Grundschule nach Schwebenried. Heute wird die „Alte Schule“ vom Musikverein, dem Roten Kreuz und dem Jugendzentrum genutzt.
Im August 1895 konnte Büchold mit Philipp Ulsamer die erste geschichtlich bekannte Primiz eines aus Büchold stammenden Priesters feiern. Philipp Ulsamer wurde 1871 in Büchold geboren und starb 1953 in Würzburg.

### 20. Jahrhundert
Der Ort wurde 1908 an das Telefonnetz angeschlossen und erhielt 1923 Strom. Im Jahr 1926 erhielt die Pfarrkirche drei neue Glocken, nachdem die alten Glocken dem Ersten Weltkrieg zum Opfer fielen. 1928 wurden Wasserleitungen im Ort verlegt. 1935 konnte der Ort Büchold mit Paul Mons die zweite Primiz in der Bücholder Geschichte feiern. Paul Mons wurde 1910 geboren und starb 1984 in seinem Altersruhesitz Bad Bergzabern in der Pfalz. Auch der Zweite Weltkrieg ließ das Geläut der Pfarrkirche für längere Zeit verstummen, denn 1942 wurden alle Glocken der Kirche, bis auf ein kleines Glöckchen, zu Rüstungszwecken abmontiert und eingeschmolzen. Erst 1954 ließ Pfarrer Karl Thum drei neue Glocken für die Pfarrkirche anschaffen, die auch heute noch in den Türmen der Kirche hängen.
1960 wurde die Kirchenstraße mit Kopfsteinpflaster befestigt, das bis heute erhalten blieb. Erst 1969 war die Asphaltierung der übrigen Dorfstraßen beendet. In den Jahren 1966 bis 1977 wurde das Flurbereinigungsprogramm durchgeführt.
Am 1. Juli 1972 wurde Büchold im Zuge der Gebietsreform in Bayern nach Arnstein eingemeindet. 1974 wurde die Partnerschaft mit der schleswig-holsteinischen Gemeinde Todenbüttel besiegelt. 1988 fand an Pfingsten die 1200-Jahr-Feier statt. Bei Renovierungsarbeiten an der Kirche wurde festgestellt, dass die Zwillingstürme der Kirche durch die einseitige Belastung des Südturmes als Glockenturm auseinanderdriften und das im Inneren befindliche Chorgewölbe herabzustürzen drohte. Deswegen wurden 1994 drei weitere Glocken angeschafft, die das bisherige dreistimmige Geläute zu einem sechsstimmigen Geläute ergänzen und nun in beiden Glockentürmen jeweils drei Glocken hängen.
2000 feierte die Pfarrgemeinde Büchold ihr 400-jähriges Bestehen nach der Wiedererrichtung durch die Echter von Mespelbrunn.

### 21. Jahrhundert
2003 nahm der Ort an dem Wettbewerb „Unser Dorf soll schöner werden – Unser Dorf hat Zukunft“ teil und erlangte auf Bezirksebene die Goldmedaille. Bei dem Entscheid auf Landesebene 2004 erhielt Büchold eine Bronzemedaille. Der Sportfischerverein brachte im Jahr 2004 in der gesamten Bücholder Flur kleine Schilder an, die die jeweiligen Flurnamen tragen, damit auch die jüngere Generation, die ihren Lebensunterhalt nicht mehr auf dem Feld verdienen muss, die Flurnamen nicht vergisst.
2009 konnte das neue Feuerwehr- und Dorfgemeinschaftshaus eingeweiht werden. Die Bauarbeiten begannen 2007, die Planungen gehen zurück bis ins Jahr 2001. Von 2008 bis 2010 wurde am neuen Sportheim, einem modernen Steinbau mit Veranstaltungssaal, gebaut. Die Einweihung erfolgte 2010.
2009 konnte die seit 1986 laufende Dorferneuerung abgeschlossen werden. Als Erinnerung wurde am Schulhaus eine Gedenktafel angebracht. Bis 2007 war das verfallene Schloss im Besitz der Familie Mennig. Nach dem Verkauf wurde es von 2009 bis 2011 saniert und restauriert und besteht heute aus einem neu errichteten Wohnhaus und Stallungen sowie dem konservierten Bergfried, dem Gewölbekeller und den Ringmauern mit Turmrümpfen auf der Anhöhe am nördlichen Dorfrand.
2013 fand an Pfingsten die 1225-Jahr-Feier statt. Schirmherrin war die Bayerische Landtagspräsidentin Barbara Stamm.
2015 beteiligte sich Büchold am Wettbewerb „Unser Friedhof – Ort der Würde, Kultur und Natur“, der auf Ebene des Landkreises Main-Spessart ausgeschrieben war. Der Bücholder Friedhof belegte dabei den ersten Platz.
An Pfingsten 2017 feierte der Ort mit Nicolas Kehl die dritte Primiz eines aus Büchold stammenden Priesters mit einem Dorffest. Im Juli desselben Jahres blickte die Theatergruppe Büchold auf ihr 35-jähriges Bestehen zurück und feierte mit einem Freiluft-Stück vor dem Bücholder Schloss, zu dem Hunderte von Besuchern kamen. Auch die Freiwillige Feuerwehr hatte in diesem Jahr ein Jubiläum, sie wurde 140 Jahre alt und feierte mit einem dreitägigen Fest am Sportgelände.

## Einwohnerentwicklung
- 1871: 718 Einwohner[10]
- 1925: 597 Einwohner[10]
- 1950: 714 Einwohner[10]
- 1970: 667 Einwohner[10]
- 1987: 708 Einwohner[10]
- 2015: 708 Einwohner[11]
- 2017: 723 Einwohner[12]
- 2024: 708 Einwohner[10]

## Konfessionszugehörigkeiten
Der größte Teil Bücholds ist seit den gegenreformatorischen Bewegungen im 17. Jahrhundert katholisch. Lediglich in den Nachkriegsjahren nahm der Anteil der protestantischen Bevölkerung durch Vertriebene leicht zu, flaute jedoch bald wieder ab. Im Jahre 1994 waren 92 % der Bücholder Bevölkerung katholisch, 2 % evangelisch und 6 % gehören sonstigen Glaubensgemeinschaften an.
- 1939: 674 katholisch, 1 evangelisch
- 1950: 781 katholisch, 28 evangelisch
- 1994: 708 katholisch, 18 evangelisch, 48 sonstige und Austritte
- 2010: 675 katholisch, andere Daten nicht bekannt.

## Bürgermeister (seit 1870) und Pfarrer (seit 1823)
| Bürgermeister - 1870–1881: Georg Kraus - 1882–1899: Heinrich Mayerhöfer - 1900–1905: August Wendel - 1906–1929: Rudolf Baumeister - 1930–1939: Bartholomäus Fischer († 1939) - 1939–1942: Erhard Brust (NSDAP). Er legte sein Amt aus Gewissensgründen nieder. - 1942–1944: Drenkard aus Schwebenried (NSDAP) - 1945: Johann Götz (Übergangsbürgermeister von den Amerikanern eingesetzt) - 1946–1948: Johann Götz - 1948–1970: Richard Feser (CSU) († 1970) - 1970–1972: Nikolaus Brendel (CSU) - 1972–2002: Roland Metz (CSU), Arnstein - 2002–2014: Linda Plappert-Metz (CSU), Arnstein - 2014–2018: Anna Stolz (parteilos), Arnstein - Seit 2018: Franz-Josef Sauer (CSU), Arnstein-Binsfeld | Pfarrer - 000?–1823: Michael Michelfelder - 1836–1845: Pancraz Heim - 1845–1848: Ferdinand Joseph Hofmann - 1848–1854: Anton Philipp Kapp - 1854–?000: Heinrich Zier - 1879–1895: Friedrich Kraus - 1895–1932: Eduard Oestreicher - 1932–1952: Heinrich Grimm - 1952–1967: Karl Thum - 1967–1979: Karl Kempf - 1979–1991: Gerhard Götz (Arnstein) - 1991–2017: Christoph Klein (Schwebenried) - Seit 2017: Christian Ammersbach (Arnstein) |

1972 endete die politische Selbstständigkeit von Büchold. Seither gehört es zur Stadt Arnstein. Bürgermeister ist seit 2018 Franz-Josef Sauer. Karl Kempf war der letzte Pfarrer, der in Büchold wohnte. Seither wurde die Pfarrei zunächst von Dekan Gerhard Götz aus Arnstein betreut, von 1991 bis 2017 vom Pfarrer in Schwebenried. Nach dessen Weggang im Juli 2017 wird die Pfarrei Büchold wieder vom Pfarrer von Arnstein betreut.

## Schlossbesitzer
- vor 1299:  Grafen v. Rieneck
- 1299–1364: Johanniterorden
- 1364–1596: Herren von Thüngen

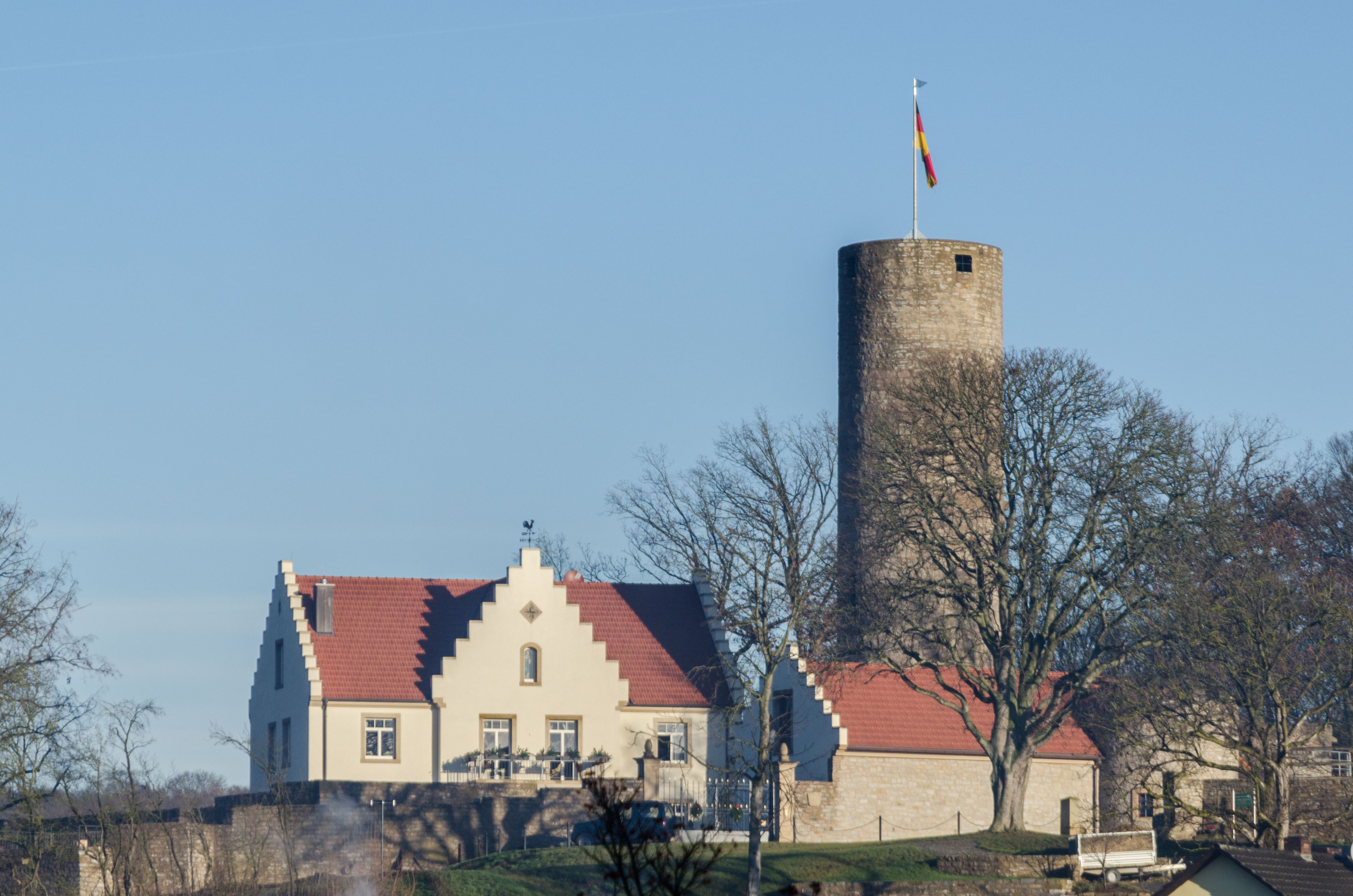
Schloss Büchold nach der Renovierung

- 1596–1652: Herren Echter von Mespelbrunn
- 1652–1719: Herren von Dalberg
- 1719–1803: Hochstift Würzburg (mit Belehnungen an die Grafen von Greiffenclau und Ingelheim)
- 1803–1818: Königreich Bayern
- 1818–2007: Privatbesitz Familie Mennig
- 2007–heute: Privatbesitz Schubert/Glawatz[6]

## Ortsvereine
Das dörfliche Leben Bücholds ist geprägt von vielen Aktivitäten, die die Ortsvereine organisieren. Derzeit gibt es 26 Vereine und Gruppen. Zur 1200-Jahr-Feier schlossen sich 1988 einige Vereine zum Vereinsring zusammen. 2013 wurden der Katholisch Deutsche Frauenbund (KDFB) und der Kirchenchor (seit 1985) mangels Mitglieder und Interesse aufgelöst. Der jüngste Verein ist derzeit der 2015 gegründete Verein zur Bewahrung des unterfränkischen Dialektes e. V.
- Vereinsring Büchold e. V. (1988 als offenes Gremium; Gründung: 1992; e. V. seit 1995)
- Bauernverband (1960)
- BRK Bereitschaft (1947)
- Carneval-Club-Büchold (CCB) (1982). Er feierte 2015 sein 33-jähriges Bestehen mit einer großen Gala im Saal des Sportsheims.
- CSU Ortsverband (1946)
- DJK Büchold (1959)
- Eigenheimer Vereinigung (1989)
- Fan-Club „Borussia von Franken“ (2012)
- Fan-Club „Red Fighters“ des FC Bayern (1999)
- Freiwillige Feuerwehr (1876)
- Gartenbau- und Dorfverschönerungsverein (1907 als Obstbauverein gegründet, ab 1950 Obst- und Gartenbauverein, seit 1971 Gartenbau- und Verschönerungsverein)
- Häbüachena (1983) – eine Gruppe von Bücholder „Originalen“, die besonders den dörflichen Dialekt pflegt.
- Heimatpflegeverein Sachserhof (1992)
- Jagdgenossenschaft (1955–1972; 1976 bis heute)
- St.-Johannis-Zweigverein (1901)
- Jugendzentrum (JUZ), 1995 als Verein konstituiert, davor mehrere Jugendgruppen
- KLJB (Katholische Landjugendbewegung, 1947)
- Musikverein „Bücholder Musikanten“ und fränkische Volkstanzgruppe (1969, hervorgegangen aus der Trachtenkapelle Büchold)
- Pfarrgemeinderat und Kirchenverwaltung (1974)
- Bücholder Pferdefreunde e. V. (1998)
- Soldaten- und Reservistenkameradschaft (1875 als Soldaten- und Kriegerkameraden, seit 1975 neuer Name)
- Sportfischerverein (1975)
- Tandem-Club ’75 (1975)
- Laienspielgruppe „Theatergruppe Büchold“ (1982)
- VDK-Ortsverband (1948)
- Verein zur Bewahrung des unterfränkischen Dialektes e. V. (2015)

## Ehemalige Gasthäuser

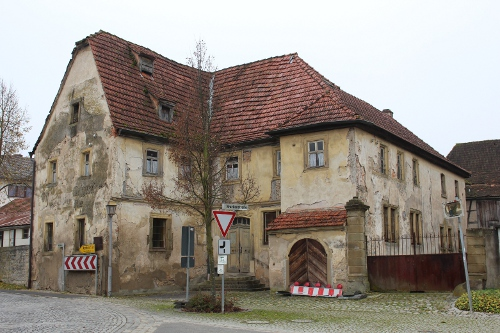
Das ehemalige Gasthaus Zum schwarzen Adler aus dem 17. Jahrhundert

In Büchold gibt es derzeit kein Gasthaus, zeitweise existierten drei Gasthäuser.
- Gasthaus Untere Wirtschaft (zeitweise Distlersche Wirtschaft oder Meyerhöfersche Wirtschaft genannt) im Mühlweg 6: Dort war auch ehemals eines der drei Ortstore. Sie hatte Bestand bis ins Jahr 1934.
- Gasthaus Zapf (Schwarzer Adler): Es war das älteste Gasthaus in Büchold aus dem 17. Jahrhundert. In den 1950er Jahren wurde ein geräumiger Tanzsaal angebaut. 1984 schloss das Gasthaus. Nachdem 2015 der Verein zur Bewahrung des unterfränkischen Dialektes e. V. gegründet wurde, soll der Schwarze Adler jetzt zum Dialekthaus renoviert und umgebaut werden. Der damals angebaute Tanzsaal wurde bereits 2020 abgerissen. Aufgrund der COVID-19-Pandemie stand (steht) das Projekt still. Das Haus soll grundsaniert und mit verschiedenen Räumen für den Verein und Besuchern ausgestattet werden.
- Gasthaus Mons („Goldener Löwe“) in der Kirchenstraße 11: Das Gebäude ist nur wenig jünger als der „Zapf“. In seinem Keller wurde bis 1933 Bier gebraut. Das Gasthaus Mons schloss 2003.[6]

## Veranstaltungen
- Zur Fastnacht gibt es in Büchold jährlich vier Prunksitzungen, die vom Carneval Club Büchold (CCB) im Veranstaltungssaal des Sportheimes abgehalten werden. Am Faschingsdienstag findet ein Faschingsumzug statt.
- Am 1. Mai wird in alter Tradition der Maibaum von einem jeweils anderen Verein aufgestellt.
- An Christi Himmelfahrt findet die Wallfahrt der Pfarrgemeinde nach Fährbrück statt. Das Gnadenbild dort ist seit 1975 Ziel der Bücholder Wallfahrt, die bis 1974 nach Dettelbach ging.
- Im Juni feiert die Pfarrgemeinde ihr Pfarrfest in unregelmäßigen Abständen im Pfarrgarten.
- Seit 2012 findet alle drei Jahre im Ort die Fronleichnamsprozession der drei Pfarreien Altbessingen, Schwebenried und Büchold statt. Anschließend werden Einheimische und Gäste zu einem festlichen Mittagessen sowie Kaffee und Kuchen eingeladen.
- Jeweils am 2. Juli, dem kirchlichen Fest Mariä Heimsuchung, feiert der Ort mit einem zweitägigen Dorffest seinen „Dicke Dooch“, das Patrozinium der Pfarrkirche. Die Festtage beginnen mit einem Hochamt in der Kirche, dem sich eine Kirchenparade zum Schulplatz anschließt.
- Anfang Juli feiert der kirchliche Kindergarten in Büchold sein Kindergartenfest.
- Mitte August finden die „Hot-Summer-Nights“ in der Bücholder Flur statt. Die Veranstaltung hat seit 2009 das „Schuttplatzfest“ abgelöst und wird vom Jugendzentrum (JUZ) organisiert.
- Am letzten Augustwochenende findet das Fischerfest statt, welches der Sportfischerverein Werntal organisiert.
- Am zweiten Septemberwochenende ist „Tag des offenen Denkmals“, bei dem das Bücholder Schloss Führungen und Besichtigungen anbietet.
- Im September findet auf den Anlagen der DJK Büchold das Sportfest statt.
- Im November lädt die Theatergruppe Büchold bereits seit 1982 zu ihren sieben Vorstellungen in das Sportheim ein.
- Am ersten Adventswochenende öffnet der Adventsmarkt „Bücholder Winterzauber“, der seit 2006, zunächst am Schloss, seit 2008 auf dem Schulplatz, abgehalten wird.
- Am zweiten Adventswochenende veranstaltet das Jugendzentrum (JUZ) seit 1997 das „X-treme Nikolausing“ in seinen Räumlichkeiten in der alten Schule.
- Seit 1988 findet am 4. Advent das „Adventskonzert“ in der Pfarrkirche statt. Veranstalter ist der Vereinsring Büchold.

## Ehrenbürger von Büchold
- Johann Georg Wolf (* 1818; † ?): War Bezirkshauptlehrer in Bergtheim, der seinen Ruhestand in Bad Kissingen verbrachte.
- Johann Kilian Wendel (* 1851; † 1951): Er übte zwischen 1871 und 1920 den Beruf des Tünchners aus. Er starb drei Tage nach seinem Jubeltag.
- Rudolf Baumeister (* 1865; † 1936): Bürgermeister von Büchold von 1906 bis 1929.
- Heinrich Grimm (* 1882; † 1970): Geistlicher Rat und Dekan, der von 1932 bis 1952 Pfarrer von Büchold war. Er wurde 1905 geweiht. Sein Grab ist in Ingolstadt b. Würzburg.
- Margarete Wendel (* 1885; † 1979): Hebamme, die seit 1905 in Büchold tätig war.
- Karl Kempf (* 1927; † 2014): War von 1967 bis 1979 als Priester in Büchold tätig. Er war der letzte Pfarrer von Büchold. Sein Grab ist in Volkersbrunn im Spessart.
- Isidor Schmitt (* 1919; † 1994): Oberlehrer, der seit 1945 in der Schule im Ort unterrichtete. Nach deren Schließung war er noch bis 1981 an der Grundschule in Schwebenried.[14]